# Nazionale maschile di rugby a 15 del Messico
La nazionale di rugby XV del Messico (Selección de rugby de México) è inclusa nel terzo livello del rugby internazionale.